# Calvin S. Brice
Pour les articles homonymes, voir Brice.
Calvin S. Brice (né le 17 septembre 1845, mort le 15 décembre 1898) est un homme politique américain, sénateur démocrate de l'Ohio entre 1891 et 1897. Il a contribué durant son mandat à la construction de voies ferrées.
Il meurt d'une pneumonie en décembre 1898.
La localité de Briceville (Tennessee) lui doit son nom. C'est un des principaux bienfaiteurs de l'université de Miami.